# Mart Siimann

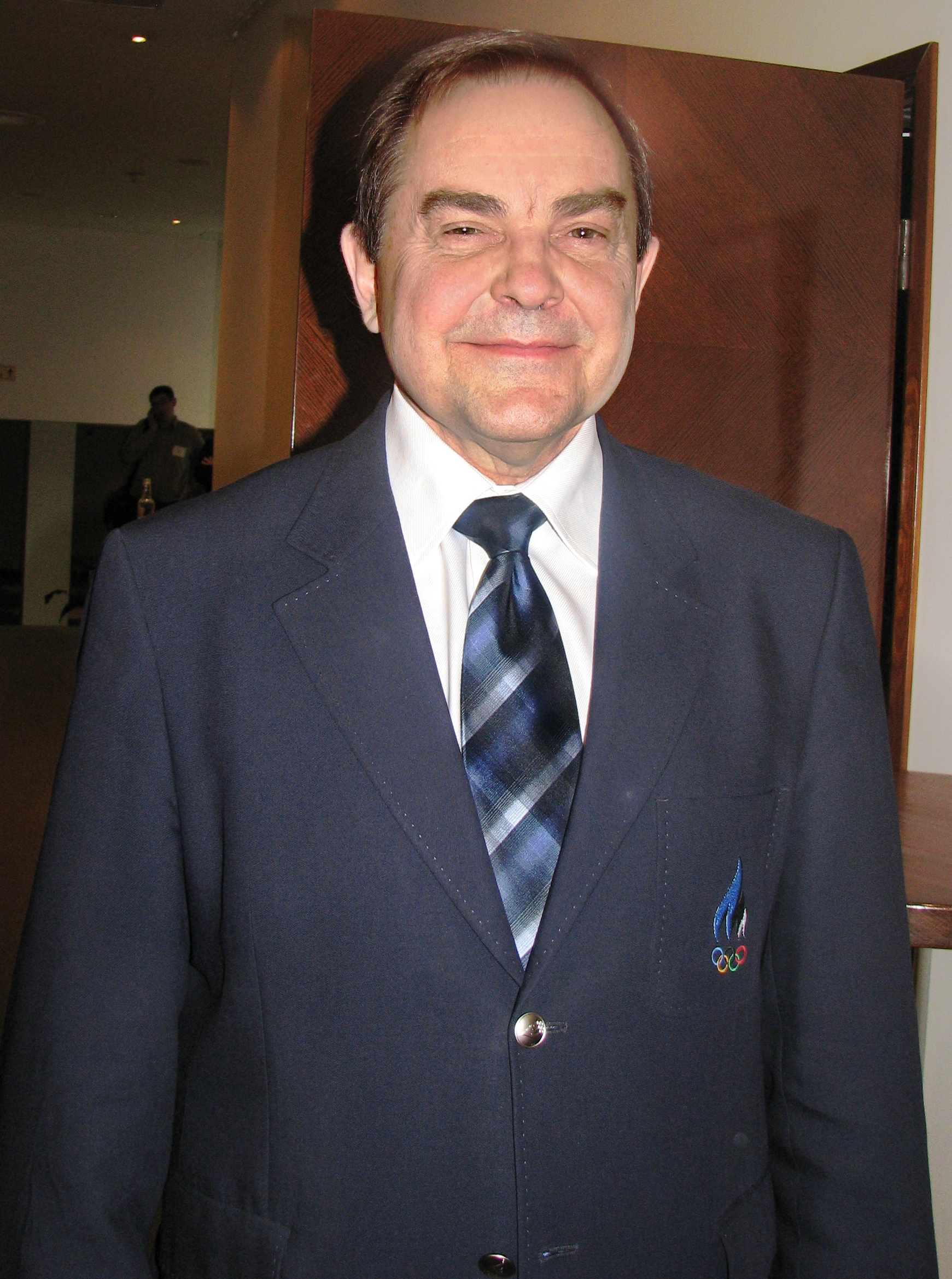
Mart Siimann (2010)

Mart Siimann (* 21. September 1946 in Kilingi-Nõmme) ist ein estnischer Politiker. Er war vom 17. März 1997 bis zum 25. März 1999 Ministerpräsident der Republik Estland.

## Leben
Mart Siimann legte 1965 sein Abitur in Tartu ab und studierte von 1965 bis 1971 an der Universität Tartu. Von 1971 bis 1975 war er als Psychologe und stellvertretender Direktor an einem Arbeitsforschungsinstitut beschäftigt. Von 1975 bis 1982 war er wissenschaftlicher Mitarbeiter  an der Universität Tartu, bevor er von 1982 bis 1987 als Redakteur und stellvertretender Programmdirektor beim Estnischen Fernsehen (Eesti Televisioon) tätig war. Von 1987 bis 1989 übernahm er den Posten des Direktors beim Estnischen Rundfunk (Eesti Raadio).
Nach Wiedererlangung der estnischen Unabhängigkeit war Mart Siimann von 1989 bis 1992 Direktor des Estnischen Fernsehens und von 1992 bis 1995 Geschäftsführer einer auf Fernsehwerbung spezialisierten Marketing-Agentur. Von 1997 bis 1999 war er Vorsitzender der Estnischen Koalitionspartei (Koonderakond), die bis zum Jahr 2000 existierte. Von 1995 bis 1997 und von 1999 bis 2003 war er Mitglied des estnischen Parlaments (Riigikogu).
Er ist seit 2001 Vorsitzender des Estnischen Olympischen Komitees (Eesti Olümpiakomitee – EOK).